# Noaptea în care au salvat Crăciunul
Noaptea în care au salvat Crăciunul (titlu original: The Night They Saved Christmas) este un film de Crăciun american de comedie din 1984 regizat de Jackie Cooper. În rolurile principale joacă actorii Jaclyn Smith, Art Carney și Paul Le Mat. Este un film de televiziune și a avut premiera la 23 decembrie 1984 pe canalul American Broadcasting Company. 

## Prezentare
Moș Crăciun este supărat deoarece atelierul său de jucării de la Polul Nord este amenințat cu demolarea de câțiva prospectori lacomi în căutarea acestora după petrol. În ajutorul Moșului sare ecologista Claudia Baldwin. Aceasta, împreună cu trei inimoși adolescenți, încearcă să rezolve situația atât în favoarea mediului înconjurător dar și a milioanelor de copii de pe întreg globul care riscă să nu-și mai primească jucăriile.

## Distribuție
- Jaclyn Smith este Claudia Baldwin
- Art Carney este Moș Crăciun
- Paul Le Mat este Michael Baldwin
- Mason Adams este Sumner Murdock
- June Lockhart este Crăciunița
- Paul Williams este Ed
- Scott Grimes este David
- Laura Jacoby este Marianne
- R.J. Williams este C.B.
- James Staley este Marin
- Albert Hall este Loomis
- Anne Haney este Hedda
- Buddy Douglas este Dr. Fernando
- Billy Curtis este Jack
- Michael Keys Hall este Faulkner